# Друг невесты
«Друг невесты» (англ. Made of Honor) — американская романтическая комедия 2008 года, снятая режиссёром Полом Вейландом по сценарию Адама Штикеля. 
Премьера фильма состоялась 2 мая 2008 в Северной Америке. 
Последний фильм известного режиссёра и актера Сидни Поллака, скончавшегося вскоре после премьеры.

## Сюжет
Спустя десять лет после знакомства Том (Патрик Демпси) решает наконец, что влюблён в Ханну (Мишель Монаган), но в этот момент она как раз выходит замуж и просит Тома сыграть роль друга невесты. В результате — весёлый переполох.

## В ролях
- Патрик Демпси — Том Бэйли
- Мишель Монаган — Ханна
- Кевин Маккидд — Колин Макмюррей
- Кадим Хардисон — Феликс
- Крис Мессина — Деннис
- Бизи Филлипс — Мелисса
- Уитни Каммингс — Стефани
- Бо Гарретт — Глория
- Эми Нельсон — Хиллари
- Келли Карлсон — Кристи, шестая жена
- Сидни Поллак — Томас Бэйли-старший
- Кэтлин Куинлан — Джоан
- Лили Макдауэлл — продавщица
- Сара Райт — девушка в постели Тома

## Саундтрек
- «Walkin' On The Sun», исполнитель Smash Mouth
- «Love Song», исполнитель Sara Bareilles
- «Stolen», исполнитель Dashboard Confessional
- «You Give Me Something», исполнитель James Morrison
- «Stop Crying Your Heart Out», исполнитель Oasis
- «Misty Blue», исполнитель Dorothy Moore
- «Henrietta», исполнитель The Fratellis
- «New Schooly D», исполнитель School of Velocity
- «Love revolution», исполнитель Lenny Kravitz
- «Gold Digger», исполнитель Kanye West featuring Jamie Foxx
- «Without you», исполнитель El Presidente
- «Battle Without Honor Or Humanity», исполнитель Tomoyasu Hotei
- «Arabesque No. 1», исполнитель Skaila Kanga
- «The Power», исполнитель Snap!
- «Ladies Night», исполнитель Kool & The Gang

## Сборы
Бюджет фильма составил 40 млн долл. 
В прокате с 2 мая по 29 июня 2008, наибольшее число показов в 2816 кинотеатрах единовременно. За время проката собрал в мире 105 962 760 долл., из них 46 012 734 в США и 59 950 026 в остальном мире. 
В странах СНГ фильм собрал 2 088 772 долл.